# Gustav Dupont
Gustav Dupont (23. Juli 1867 in Stuttgart – 26. Februar 1912 in Frankfurt am Main) war ein deutscher Opernsänger (Tenor).

## Leben
Gustav Dupont begann seine Sängerlaufbahn 1897 in Augsburg und trat, nachdem er in Danzig 1898, Düsseldorf 1899 engagiert gewesen war, 1900 in den Verband der Wiesbadener Hofbühne, wo er bis 1901 verblieb. Von 1902 bis 1904 war er am Stadttheater von Magdeburg und von 1904 bis 1906 am Stadttheater von Bern (Schweiz) tätig. Danach beließ er seinen Wohnsitz dort und ging auf zahlreiche Gastspiele nach Deutschland.
Er galt als ausgesprochen guter Vertreter des lyrischen Tenorfachs mit nicht gerade sehr weittragendem, aber sehr schön ausgeglichenem, wohlklingendem und gute Schule verratendem Organ, dessen Leistungen in seinen großen Partien als „Lyonel“ in Flotows Martha, „Wilhelm Meister“ in Mignon von Ambroise Thomas, „Don Ottavio“ im Don Giovanni und „Tamino“ in der Zauberflöte viel Beifall fanden. Er konnte sich aber auch als Konzertsänger behaupten.
Während eines depressiven Anfalls beging er Selbstmord.